# Войска внутренней охраны республики
Войска ВОХР (Войска внутренней охраны республики) — войска ВЧК, ОГПУ, НКВД РСФСР (СССР), в задачу которых входила охрана и оборона особо важных объектов, сопровождение грузов, охрана мест лишения свободы.

## Задачи
Первоначально на Войска ВОХР были возложены задачи:
- охрана государственных и промышленных объектов, путей сообщения,
- борьба с вооруженными контрреволюционными выступлениями и бандитизмом,
- охрана тыла действующей армии и в том числе борьба с диверсантами,
- изъятие хлебных излишков.

Численность войск в середине 1920 года превышала 240 000 человек.
После окончания Гражданской войны, на войска ВОХР, в основном, были возложены охранные функции. Вплоть до начала Великой Отечественной войны, части войск ВОХР, входившие в состав войск НКВД, охраняли места лишения свободы.

## История
Войска Внутренней ОХраны Республики (Войска ВОХР) (РСФСР) организованы Постановлением Совета Рабочей и Крестьянской Обороны РСФСР от 28 мая 1919 года. Согласно этому документу, все разрозненные вооружённые формирования охраны различных ведомств (охрана путей сообщения при НКПС, охрана водных путей при ВСНХ, реквизиционно-продовольственные отряды Наркомпрода, войска Главсахара, Главнефти, Центротекстиля и многие другие) с 1 июля 1919 года переходили в полное подчинение НКВД через Штаб войск внутренней охраны. 21 июля 1919 года были утверждены штабы и структура: все разношёрстные формирования переформированы в батальоны, полки и бригады, а вся территория Республики разделена на 11 секторов войск ВОХР. Первым начальником ВОХР был утверждён К. М. Волобуев.
Постановлением Совета Рабочей и Крестьянской Обороны от 1 сентября 1920 г. Войска ВОХР включены в состав Войск Внутренней Службы (войска внутренней охраны республики) (Войска ВНУС) на правах самостоятельных конвойно-караульных частей. Фактически, Войска ВОХР являлись частью ВНУС, на которую были возложены охранные функции.
В январе 1921 года Войска ВОХР были расформированы: часть войск была передана в непосредственное ведение ВЧК и стала именоваться войсками ВЧК (отвечали за борьбу с бандитизмом и охрану путей сообщения), прочие войска были переданы в РККА и в большинстве своём вскоре расформированы.